# Trapistovski samostan Marijinega odrešenja Rajhenburg
Trapistovski samostan Marijinega odrešenja Rajhenburg, tudi Opatija Rajhenburg, na Gradu Rajhenburg v Brestanici (takrat Rajhenburg) je bil edini samostan reda trapistov v Sloveniji, ter eden izmed treh samostanov tega reda v Kraljevini Jugoslaviji, poleg samostana v Banja Luki (1869) in njegove podružnice v Zemuniku pri Zadru (1895).

## Zgodovina
Ko je leta 1880 francoska oblast razpustila Trapistovski samostan Notre Dame des Dombes v bližini Lyona, so se tamkajšnji menihi leta 1884 preko Dunaja in Gradca naselili na Slovenskem, kjer so tri leta popreje, s sredstvi brata Gabriela Girauda, kupili Grad Rajhenburg, ki ga je prodajal tedanji lastnik baron Christian Esebech. Z gradom vred so kupili tudi obsežna zemljišča v okolici gradu, vinograde na Sremiču s kletmi, posest Sotelsko, gozdove v Mačkovcih, Šedmu in Brezju. 21. aprila 1881 je v Rajhenburg prišlo prvih sedem menihov.

## Trapisti v Brestanici
Menihi so grad preuredili za potrebe svojega samostana, pozidali so hodnike, saj je moral biti vhod v vsak prostor s hodnika, uredili prostor za opata, sobo za priorja - opatovega namestnika, in knjižnico. Sčasoma so uredili posebno sobo za novince s tridesetimi posteljami, bolnišnični del s posebno kapelico, naredili še majhno jedilnico, računovodsko pisarno, knjigoveznico in shrambo. V pritličju gradu so uredili prostore za sirarno, shrambo, kuhinjo, pekarno in umivalnico, v kleteh pa shrambe za krompir in vinsko klet, v dveh prostorih pa so zoreli siri.
Iz gradiva Muzeja novejše zgodovine - enote Brestanica, je razbrati, da so brestaničani v začetku imeli menihe za čudake, o njih so govorili kot o tistih, ki molčijo kot lipov bog in spijo v krstah, kmalu pa so začeli ceniti njihovo delo in napredek, ki so ga prinašali v kraj. Da so se menihi lahko med seboj sporazumevali, so uvedli znakovno govorico gluhih.
Po pravilu »Vse, kar potrebuješ za svoje življenje, naredi sam«, so se trapisti ukvarjali z različnimi vejami gospodarstva. Obdelovali so obsežna posestva, s seboj so prinesli nove kulture in strojni način obdelovanja zemlje. Že leta 1929 so kupili traktor, ki je bil prvi v Posavju. Kljub temu, da mesa niso uživali, so zgradili hleve, redili veliko živine in iz mleka izdelovali znani sir trapist. Vzorno so skrbeli tudi za vinograde, pridelovali vino in izdelovani tudi peneče vino. Prvi v Posavju so začeli škropiti vinsko trto proti peronospori z raztopino modre galice, zasadili so veliko sadnega drevja in se ukvarjali tudi s čebelarstvom. Poleg tega so poznali še različne vrste obrti, čevljarsko, krojaško, kovaško, mizarsko in kolarsko, imeli so svojo kovačnico, mlin, žago, vrtnarijo in cvetličarno. 
Že leta 1896 so prvi na Slovenskem pričeli z industrijsko proizvodnjo čokolade, čokoladnih izdelkov in likerjev. Za pogon strojev so pod gradom, na potoku Brestanica, zgradili lastno hidroelektrarno, ki je bila prva tovrstna na Spodnjem Štajerskem. Uvedli so tudi telefon (samo dvajset let po njegovem izumu) in zgradili tiskarno, v kateri so tiskali knjige, brošure, razglednice, ovitke za čokolado in nalepke za likerje. Njihove kakovostne izdelke je kupoval celo cesarski dvor na Dunaju, zato je cesar Franc Jožef leta 1912 brestaniškim trapistom podelil priznanje za kakovost izdelkov in naziv »Imperial«, ki je postal blagovna znamka njihovih proizvodov.
27. decembra 1923 so samostan obiskali romarji iz Zagreba, člani Marijine kongregacije iz Bazilike Srca Jezusovega. Izlet je organiziral in vodil zagrebški gimnazijski profesor, danes blaženi Ivan Merz. Med udeleženci je bil tudi takratni maturant, kasnejši kardinal Franjo Šeper.
Leta 1934 je rajhenburški samostan ustanovil svojo podružnico v Atlasu v Alžiriji. Razlog za to je bila agrarna reforma Kraljevine Jugoslavije iz leta 1931, ki je samostanu grozila z odvzemom zemlje. Tako se je 11. julija 1932 v Alžirijo odpravil opat Placide Epalle skupaj s patrom, po rodu Brestaničanom, Robertom Kukovičičem, da sta izbrala lokacijo. 7. marca 1934 sta potovala ponovno, tokrat v družbi patra Krizostoma Zemljaka in še nekaterih francoskih menihov, da bi pripravili vse potrebno za ustanovitev. Uredba Dravske banovine je kmalu zatem, 20. marca, samostanu odvzela 47 ha zemlje, vendar je ta odlok minister za kmetijstvo že 8. septembra istega leta razveljavil. Samostan v Alžiriji je kljub rešeni situaciji v Rajhenburgu nadaljeval z delovanjem, opat Epalle pa je večkrat na leto hodil na vizitacije. Leta 1938 je atlaški samostan zaradi nerešenega pravnega statusa prešel pod francoski samostan Aiguebelle.
Med nemško okupacijo leta 1941 je bil samostan v Brestanici razpuščen, v njem so nacisti uredili največje preselitveno taborišče za izgon Slovencev na Slovenskem. Avgusta 1941 so izgnali tudi 35 menihov, ki so našli zatočišče v Trapistovskem samostanu Marije Zvezde Banja Luka (edinem še danes delujočem trapistovskem samostanu na območju bivše Jugoslavije). Menihi so se po vojni leta 1945 vrnili iz izgnanstva v Brestanico. Dokončno je bil samostan razpuščen leta 1947, ko je nova oblast nacionalizirala vse njihovo premoženje v Sloveniji.